# Coleophora aratorensis
Coleophora aratorensis é uma espécie de mariposa do gênero Coleophora pertencente à família Coleophoridae.